# Esclavitud en la América precolombina
La esclavitud en la América precolombina fue practicada por algunos pueblos indígenas de América, tanto antes como después de la colonización europea.
La esclavitud y las prácticas relacionadas de trabajo forzoso variaron mucho entre regiones y a lo largo del tiempo. En algunos casos, es posible que las prácticas tradicionales hayan continuado después de la colonización europea.

## Norteamérica
Muchos de los pueblos indígenas de la costa noroeste del Pacífico, como los haida y los tlingit, eran conocidos tradicionalmente como guerreros feroces y traficantes de esclavos, incursionando hasta el sur de California. La esclavitud era hereditaria, siendo los esclavos prisioneros de guerra. Sus objetivos a menudo incluían miembros de los grupos de la costa Salish. Entre algunas tribus, alrededor de una cuarta parte de la población eran esclavos. Una narrativa esclavista fue compuesta por un inglés, John R. Jewitt, que había sido capturado vivo cuando su barco fue capturado en 1802; sus memorias ofrecen una mirada detallada a la vida como esclavo y explica que entre sus amos, el principal jefe tribal tenía 50 esclavos y sus adjuntos hasta una docena cada uno.
Se sabía que los Pawnee de las Grandes Llanuras, los Iroqueses del estado de Nueva York y los Yurok y Klamath de California tenían esclavos.

## Mesoamérica

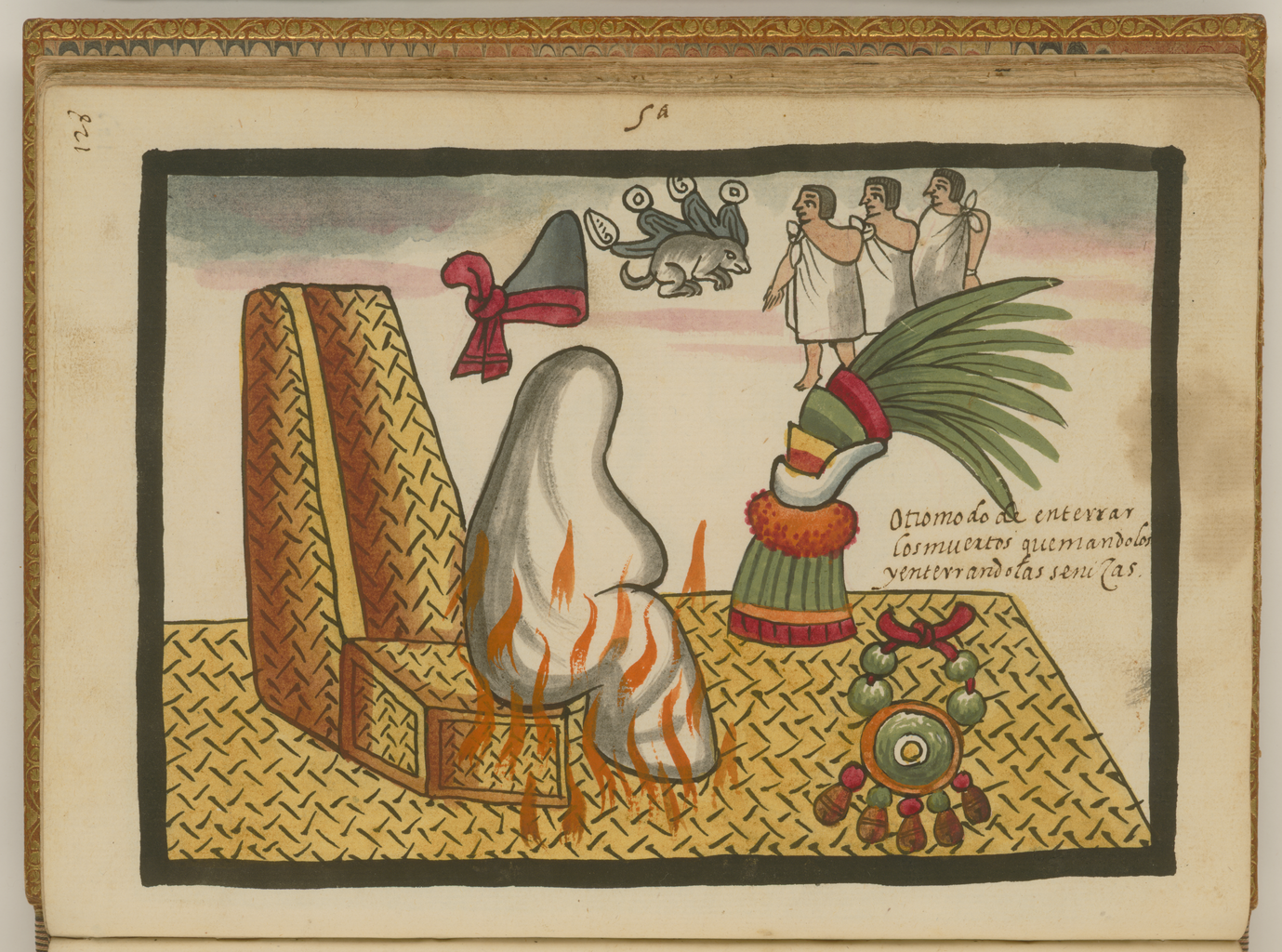
En esta ilustración del Códice Ramírez, los tres hombres del fondo representan esclavos que fueron sacrificados como parte de los ritos funerarios del emperador azteca Ahuítzotl.

En Mesoamérica, las formas de esclavitud más comunes fueron las de prisioneros de guerra y deudores. Las personas que no podían pagar sus deudas podían ser condenadas a trabajar como esclavas de las personas adeudadas hasta que se saldaran las deudas. Las civilizaciones maya y azteca practicaron la esclavitud. La guerra era importante para la sociedad maya, ya que las incursiones en las zonas circundantes proporcionaban las víctimas necesarias para los sacrificios humanos, así como esclavos para la construcción de templos. Entre los maya la esclavitud era hereditaria, a menos se comprase el retorno del esclavo, esto es, que se pagase un rescate.  La mayoría de las víctimas de los sacrificios humanos eran prisioneros de guerra o esclavos.

## Sudamérica
En el Imperio Inca, los trabajadores estaban sujetos a una Mita en lugar de los impuestos que pagaban trabajando para el gobierno, una forma de trabajo corvea.
Los tehuelche de la Patagonia y los tupinambá de Brasil tenían esclavos.

## Enlaces externos
- Esta obra contiene una traducción  derivada de «Slavery in Pre-Columbian America» de Wikipedia en inglés, publicada por sus editores bajo la Licencia de documentación libre de GNU y la Licencia Creative Commons Atribución-CompartirIgual 4.0 Internacional.

- Datos: Q123418478